# Општина Калкини (Кампече)
Калкини (шп. Calkiní) општина је у Мексику у савезној држави Кампече. Општина се налази на надморској висини од 20 м.

## Становништво
Према подацима из 2010. у општини је живело 52890 становника.

### Хронологија
| Година       | 2000                  | 2005                  | 2010                  |
| ------------ | --------------------- | --------------------- | --------------------- |
| Становништво | 46899 (23203 / 23696) | 49850 (24674 / 25176) | 52890 (26072 / 26818) |

### Попис
| \| \| м \| \| \| ж \| \| 0—2 \| 1.459 \| \| \| 1.374 \| \| 3—5 \| 1.457 \| \| \| 1.446 \| \| 6—11 \| 2.970 \| \| \| 2.928 \| \| 12—14 \| 1.445 \| \| \| 1.475 \| \| 15—17 \| 1.699 \| \| \| 1.663 \| \| 18—24 \| 3.702 \| \| \| 3.822 \| \| 60+ \| 2.778 \| \| \| 2.804 \| \| Просек : \| 29,4 \| \| \| 29,9 \| |       |  |  |       |
| |       |  |  |       |
| | м     |  |  | ж     |
| 0—2 | 1.459 |  |  | 1.374 |
| 3—5 | 1.457 |  |  | 1.446 |
| 6—11 | 2.970 |  |  | 2.928 |
| 12—14 | 1.445 |  |  | 1.475 |
| 15—17 | 1.699 |  |  | 1.663 |
| 18—24 | 3.702 |  |  | 3.822 |
| 60+ | 2.778 |  |  | 2.804 |
| Просек : | 29,4  |  |  | 29,9  |

| #   | Индикатор                                                                                        | Вредност |
| --- | ------------------------------------------------------------------------------------------------ | -------- |
| 1   | Становништво од 0 до 2 године                                                                    | 2833     |
| 2   | Мушко становништво од 0 до 2 године                                                              | 1459     |
| 3   | Женско становништво од 0 до 2 године                                                             | 1374     |
| 4   | Становништво са 3 и више година                                                                  | 49868    |
| 5   | Мушко становништво са 3 и више година                                                            | 24519    |
| 6   | Женско становништво са 3 и више година                                                           | 25349    |
| 7   | Становништво са 5 и више година                                                                  | 47886    |
| 8   | Мушко становништво са 5 и више година                                                            | 23533    |
| 9   | Женско становништво са 5 и више година                                                           | 24353    |
| 10  | Становништво са 12 и више година                                                                 | 41067    |
| 11  | Мушко становништво са 12 и више година                                                           | 20092    |
| 12  | Женско становништво са 12 и више година                                                          | 20975    |
| 13  | Становништво са 15 и више година                                                                 | 38147    |
| 14  | Мушко становништво са 15 и више година                                                           | 18647    |
| 15  | Женско становништво са 15 и више година                                                          | 19500    |
| 16  | Становништво са 18 и више година                                                                 | 34785    |
| 17  | Мушко становништво са 18 и више година                                                           | 16948    |
| 18  | Женско становништво са 18 и више година                                                          | 17837    |
| 19  | Становништво од 3 до 5 година                                                                    | 2903     |
| 20  | Мушко становништво од 3 до 5 година                                                              | 1457     |
| 21  | Женско становништво од 3 до 5 година                                                             | 1446     |
| 22  | Становништво од 6 до 11 година                                                                   | 5898     |
| 23  | Мушко становништво од 6 до 11 година                                                             | 2970     |
| 24  | Женско становништво од 6 до 11 година                                                            | 2928     |
| 25  | Становништво од 8 до 14 година                                                                   | 6909     |
| 26  | Мушко становништво од 8 до 14 година                                                             | 3455     |
| 27  | Женско становништво од 8 до 14 година                                                            | 3454     |
| 28  | Становништво од 12 до 14 година                                                                  | 2920     |
| 29  | Мушко становништво од 12 до 14 година                                                            | 1445     |
| 30  | Женско становништво од 12 до 14 година                                                           | 1475     |
| 31  | Становништво од 15 до 17 година                                                                  | 3362     |
| 32  | Мушко становништво од 15 до 17 година                                                            | 1699     |
| 33  | Женско становништво од 15 до 17 година                                                           | 1663     |
| 34  | Становништво од 18 до 24 године                                                                  | 7524     |
| 35  | Мушко становништво од 18 до 24 године                                                            | 3702     |
| 36  | Женско становништво од 18 до 24 године                                                           | 3822     |
| 37  | Женско становништво од 15 до 49 година                                                           | 14455    |
| 38  | Становништво са 60 и више година                                                                 | 5582     |
| 39  | Мушко становништво са 60 и више година                                                           | 2778     |
| 40  | Женско становништво са 60 и више година                                                          | 2804     |
| 41  | Однос између мушкараца и жена                                                                    | 97.22    |
| 42  | Становништво од нуле до 14 година                                                                | 14554    |
| 43  | Становништво од 15 до 64 године                                                                  | 34083    |
| 44  | Становништво од 65 година и више                                                                 | 4064     |
| 45  | Просечан број деце                                                                               | 2.38     |
| 46  | Становништво рођено у ентитету                                                                   | 49068    |
| 47  | Мушко становништво рођено у ентитету                                                             | 24206    |
| 48  | Женско становништво рођено у ентитету                                                            | 24862    |
| 49  | Становништво рођено у другом ентитету                                                            | 3470     |
| 50  | Мушко становништво рођено у другом ентитету                                                      | 1672     |
| 51  | Женско становништво рођено у другом ентитету                                                     | 1798     |
| 52  | Становништво од 5 година и више резидентно у ентитету у јуну 2005. године                        | 46970    |
| 53  | Мушко становништво старосног доба од 5 година и више, резидентно у ентитету у јуну 2005. године  | 23071    |
| 54  | Женско становништво старосног доба од 5 и више година, резидентно у ентитету у јуну 2005. године | 23899    |
| 55  | Становништво од 5 година и више које је живело у другом ентитету у јуну 2005. године             | 607      |
| 56  | Мушко становништво старије од 5 година које је живело у другом ентитету у јуну 2005. године      | 294      |
| 57  | Женско становништво старије од 5 година које је живело у другом ентитету у јуну 2005. године     | 313      |
| 58  | Становништво од 3 године и више које говори аутохтони језик                                      | 26442    |
| 59  | Мушко становништво старо 3 године и више које говори аутохтони језик                             | 13248    |
| 60  | Женско становништво старо 3 године и више које говори аутохтони језик                            | 13194    |
| 61  | Становништво од 3 године и више које говори аутохтони језик и не говори шпански језик            | 1390     |
| 62  | Мушко становништво старо 3 године и више које говори аутохтони језик и не говори шпански         | 505      |
| 63  | Женско становништво старо 3 године и више које говори аутохтони језик и не говори шпански језик  | 885      |
| 64  | Становништво старо 3 године и више које говори аутохтони језик и шпански                         | 24614    |
| 65  | Мушко становништво старо 3 године и више које говори аутохтони језик и шпански                   | 12554    |
| 66  | Женско становништво старо 3 године и више које говори аутохтони језик и шпански                  | 12060    |
| 67  | Становништво од 5 година и више које говори аутохтони језик                                      | 26113    |
| 68  | Становништво од 5 година и више које говори аутохтони језик и не говори шпански језик            | 1346     |
| 69  | Становништво од 5 година и више које говори аутохтони језик и говори шпански језик               | 24333    |
| 70  | Становништво у домородачким домаћинствима                                                        | 43155    |
| 71  | Становништво са ограничењима у активностима                                                      | 2385     |
| 72  | Становништво са ограниченим ходањем или кретањем, горе или доле                                  | 1343     |
| 73  | Становници са ограничењима вида, чак и уз кориштење сочива                                       | 747      |
| 74  | Становништво са ограничењима говора, комуникације или конверзације                               | 223      |
| 75  | Становништво са ограниченим слухом                                                               | 314      |
| 76  | Становништво са ограничењима при одевању, купању или јелу                                        | 99       |
| 77  | Становништво са ограничењима у опажању или учењу једноставних ствари                             | 81       |
| 78  | Становништво са менталним ограничењима                                                           | 186      |
| 79  | Становништво без ограничења активности                                                           | 49762    |
| 80  | Становништво од 3 до 5 година које не похађа школу                                               | 974      |
| 81  | Мушко становништво од 3 до 5 година које не похађа школу                                         | 491      |
| 82  | Женско становништво од 3 до 5 година које не похађа школу                                        | 483      |
| 83  | Становништво од 6 до 11 година које не похађа школу                                              | 104      |
| 84  | Мушко становништво од 6 до 11 година које не похађа школу                                        | 51       |
| 85  | Женско становништво од 6 до 11 година које не похађа школу                                       | 53       |
| 86  | Становништво од 12 до 14 година које не похађа школу                                             | 134      |
| 87  | Мушко становништво од 12 до 14 година које не похађа школу                                       | 55       |
| 88  | Женско становништво од 12 до 14 година које не похађа школу                                      | 79       |
| 89  | Становништво од 15 до 17 година похађа школу                                                     | 2513     |
| 90  | Мушко становништво од 15 до 17 година похађа школу                                               | 1283     |
| 91  | Женско становништво између 15 и 17 година живота у школи                                         | 1230     |
| 92  | Становништво од 18 до 24 године похађа школу                                                     | 2529     |
| 93  | Мушко становништво од 18 до 24 године похађа школу                                               | 1286     |
| 94  | Женско становништво од 18 до 24 године похађа школу                                              | 1243     |
| 95  | Становништво од 8 до 14 година које не може да чита и пише                                       | 288      |
| 96  | Мушко становништво старосног доба од 8 до 14 година које не може да чита и пише                  | 161      |
| 97  | Женско становништво старосног доби од 8 до 14 година које не може да чита и пише                 | 127      |
| 98  | Становништво од 15 година и више које је неписмено                                               | 4915     |
| 99  | Мушко становништво од 15 година и више које је неписмено                                         | 1947     |
| 100 | Женско становништво од 15 година и више које је неписмено                                        | 2968     |
| 101 | Становништво старо 15 и више година без школовања                                                | 4089     |
| 102 | Мушко становништво старо 15 и више година без школовања                                          | 1676     |
| 103 | Женско становништво старо 15 и више година без школовања                                         | 2413     |
| 104 | Становништво старосног доба 15 и више година са непотпуним основним образовањем                  | 6688     |
| 105 | Мушко становништво старосног доба од 15 година и више са непотпуном основним образовањем         | 3101     |
| 106 | Женско становништво старосног доба 15 и више година са непотпуном основним образовањем           | 3587     |
| 107 | Становништво старо 15 и више година са комплетним основним образовањем                           | 4838     |
| 108 | Мушко становништво старо 15 година и више са комплетним основним образовањем                     | 2146     |
| 109 | Женско становништво старо 15 и више година са комплетним основним образовањем                    | 2692     |
| 110 | Становништво старосног доба 15 и више година са непотпуним средњим образовањем                   | 1500     |
| 111 | Мушко становништво старосног доба од 15 година и више са непотпуним средњим образовањем          | 849      |
| 112 | Женско становништво старосног доба од 15 година и више са непотпуним средњим образовањем         | 651      |
| 113 | Становништво старо 15 и више година са пуним секундарном образовањем                             | 7052     |
| 114 | Мушко становништво старосног доба од 15 година и више са пуним секундарном образовањем           | 3500     |
| 115 | Женско становништво старосног доба од 15 година и више са пуним секундарном образовањем          | 3552     |
| 116 | Становништво старије од 18 година са постосновним образовањем                                    | 12328    |
| 117 | Мушко становништво старије од 18 година са постосновним образовањем                              | 6600     |
| 118 | Женско становништво старије од 18 година са постосновним образовањем                             | 5728     |
| 119 | Просечна оцена школовања                                                                         | 8.12     |
| 120 | Просечан ниво образовања мушке популације                                                        | 8.53     |
| 121 | Просечан ниво образовања женског становништва                                                    | 7.72     |
| 122 | Економски активно становништво                                                                   | 20515    |
| 123 | Економски активна мушка популација                                                               | 14413    |
| 124 | Економски активна женска популација                                                              | 6102     |
| 125 | Становништво које није економски активно                                                         | 20201    |
| 126 | Мушко становништво које није економски активно                                                   | 5466     |
| 127 | Женско становништво које није економски активно                                                  | 14735    |
| 128 | Запослено становништво                                                                           | 20199    |
| 129 | Запослено мушко становништво                                                                     | 14171    |
| 130 | Запослено женско становништво                                                                    | 6028     |
| 131 | Незапослена популација                                                                           | 316      |
| 132 | Незапослена мушка популација                                                                     | 242      |
| 133 | Незапослена женска популација                                                                    | 74       |
| 134 | Становништво без права на здравствене услуге                                                     | 9670     |
| 135 | Становништво које има право на здравствене услуге                                                | 42891    |
| 136 | Становништво које има право на ИМСС                                                              | 4125     |
| 137 | Становништво које има право на социјално осигурање                                               | 8779     |
| 138 | Становништво које има право на државно социјално осигурање                                       | 122      |
| 139 | Становништво које има право на опште осигурање или здравствено осигурање за нову генерацију      | 29970    |
| 140 | Становништво које је било једном или није било у браку током 12 година и више                    | 14716    |
| 141 | Венчано или уједињено становништво од 12 година и више                                           | 23458    |
| 142 | Становништво које је било у браку или уједињено 12 година и више                                 | 2817     |
| 143 | Становништво са католичком религијом                                                             | 36769    |
| 144 | Протестанти, еванђелисти и библијски следбеници различити од еванђелиста                         | 9697     |
| 145 | Становништво са другим религијама различитим од претходних                                       | 8        |
| 146 | Становништво без религије                                                                        | 5108     |
| 147 | Укупно пописаних домаћинства                                                                     | 12666    |
| 148 | Пописна домаћинства на челу са мушкарцима                                                        | 10370    |
| 149 | Пописна домаћинства на челу са женама                                                            | 2296     |
| 150 | Становништво у пописним домаћинствима                                                            | 52678    |
| 151 | Становништво у пописним домаћинствима на челу са мушкарцима                                      | 44649    |
| 152 | Становништво у пописним домаћинствима на челу са женама                                          | 8029     |
| 153 | Укупно домаћинстава                                                                              | 15356    |
| 154 | Укупно насељених домаћинстава                                                                    | 12729    |
| 155 | Укупно приватних кућа                                                                            | 15293    |
| 156 | Насељени приватни домови                                                                         | 12666    |
| 157 | Укупно насељених приватних кућа                                                                  | 12726    |
| 158 | Ненасељене приватне куће                                                                         | 1365     |
| 159 | Појединачна домаћинства за привремену употребу                                                   | 1262     |
| 160 | Становници у насељеним приватним кућама                                                          | 52678    |
| 161 | Насељеност станара у приватним становима                                                         | 4.16     |
| 162 | Просечно становника по соби у приватним насељеним домаћинствима                                  | 1.42     |
| 163 | Појединачна домаћинства са подовима од различитих материјала од земље                            | 12217    |
| 164 | Појединачна домаћинства у приземљу                                                               | 414      |
| 165 | Појединачна домаћинства са једном спаваћом собом                                                 | 6122     |
| 166 | Појединачна домаћинства са две спаваће собе и више                                               | 6513     |
| 167 | Појединачна домаћинства са једним собом                                                          | 1928     |
| 168 | Појединачна домаћинства са две собе                                                              | 3867     |
| 169 | Појединачна домаћинства са 3 собе и више                                                         | 6827     |
| 170 | Појединачна домаћинства која имају електрично светло                                             | 12369    |
| 171 | Појединачна домаћинства која немају електрично светло                                            | 257      |
| 172 | Појединачна домаћинства која имају водоводну воду у стамбеном простору                           | 11390    |
| 173 | Појединачна домаћинства која немају водоводну воду у стамбеном простору                          | 1217     |
| 174 | Појединачна домаћинства која имају тоалет                                                        | 9707     |
| 175 | Појединачна домаћинства која имају канализацију                                                  | 8170     |
| 176 | Појединачна домаћинства која немају канализацију                                                 | 4356     |
| 177 | Појединачна домаћинства која имају електрично светло, довод воде из јавне мреже и канализацију   | 7716     |
| 178 | Појединачна домаћинства без икаквих услова                                                       | 776      |
| 179 | Појединачна домаћинства која имају радио                                                         | 8356     |
| 180 | Појединачна домаћинства која имају телевизор                                                     | 11185    |
| 181 | Појединачна домаћинства која имају фрижидер                                                      | 7705     |
| 182 | Појединачна домаћинства која имају машину за веш                                                 | 7625     |
| 183 | Појединачна домаћинства која имају аутомобил или комби                                           | 2516     |
| 184 | Појединачна домаћинства која имају рачунар                                                       | 2178     |
| 185 | Појединачна домаћинства која имају фиксну телефонску линију                                      | 1821     |
| 186 | Појединачна домаћинства која имају мобилни телефон                                               | 5629     |
| 187 | Појединачна домаћинства која имају приступ интернету                                             | 982      |